# Xe chạy điện
- Ô tô điện, một chiếc Nissan Leaf
- Máy bay điện mặt trời, Solar Impulse 2, từng bay vòng quanh thế giới
- Xe điện mặt đất, một chiếc Wiener Linien ULF-B ở Vienna, Áo
- Xe buýt pin điện, một chiếc BYD K9 với pin LiFePO4 ở Bonn, Đức
- Xe đạp điện ở Manhattan, New York
- Xe tải điện, một chiếc Tesla Semi ở Rocklin, California

Xe điện hay EV là một phương tiện giao thông sử dụng một hoặc nhiều động cơ điện để tạo lực đẩy. Xe điện có thể sử dụng bộ gom dòng, với điện từ bên ngoài xe, hoặc có thể chạy tự động bằng pin (đôi khi được sạc bằng tấm quang năng, hoặc bằng pin nhiên liệu hay máy phát điện). Xe điện bao gồm tàu và xe đường bộ, xe mặt nước và xe dưới nước, máy bay điện và tàu vũ trụ điện.
Xe điện lần đầu xuất hiện từ giữa thế kỷ 19, khi mà điện là phương pháp ưa chuộng cho động cơ xe đường bộ, với sự thoải mái và dễ vận hành hơn xe chạy xăng thời bấy giờ. Động cơ đốt trong trở thành cơ chế vận hành thống trị cho ô tô và xe tải trong khoảng 100 năm, nhưng động cơ điện trở nên phổ biến cho những loại xe khác như tàu lửa và xe cỡ nhỏ.
Trong thế kỷ 21, xe điện chứng kiến sự trỗi dậy trở lại nhờ vào những tiến bộ công nghệ và nỗ lực tập trung vào năng lượng tái tạo và giảm thiểu tác động của giao thông vận tải lên biến đổi khí hậu, ô nhiễm không khí, và những vấn đề môi trường khác. Project Drawdown miêu tả xe điện là một trong 100 giải pháp hiện đại tốt nhất để giải quyết biến đổi khí hậu.
Chính phủ các nước, bao gồm Hoa Kỳ và Liên minh châu Âu, bắt đầu giới thiệu các ưu đãi dành cho xe điện từ cuối thập niên 2000, dẫn đến thị trường xe điện ngày càng phát triển kể từ 2010. Sự quan tâm của người dân ngày càng tăng cùng với những kế hoạch phát triển xanh, đặc biệt kể từ sau đại dịch COVID-19, được kỳ vọng sẽ khiến thị trường xe điện tiếp tục tăng trưởng. Trong đại dịch COVID-19, các đợt phong tỏa đã giảm lượng khí nhà kính thải ra từ các phương tiện chạy bằng xăng hay dầu diesel. Năm 2021, Cơ quan Năng lượng Quốc tế nói rằng chính phủ nên nỗ lực nhiều hơn trong việc đạt chỉ tiêu khí hậu, bao gồm những chính sách hỗ trợ xe điện. Doanh số xe điện có thể tăng từ 2% thị phần toàn cầu năm 2016 lên 30% năm 2030, với hầu hết sự tăng trưởng dự kiến diễn ra ở Trung Quốc, Bắc Mỹ, và châu Âu. Một đánh giá năm 2020 cho rằng những nước đang phát triển ít có khả năng sử dụng xe điện 4 bánh rộng rãi, nhưng xe điện 2 bánh có thể tăng trưởng mạnh. Xe điện 2 bánh và 3 bánh có nhiều hơn bất kỳ loại xe điện nào khác.

## Lịch sử

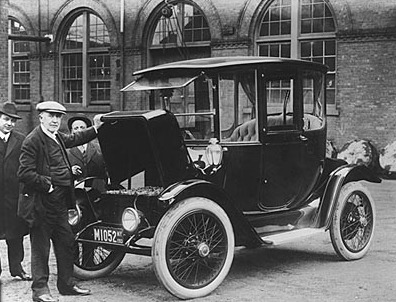
Edison và một chiếc Detroit Electric mẫu 47 năm 1947 (ảnh thuộc Bảo tàng Lịch sử Quốc gia Hoa Kỳ)

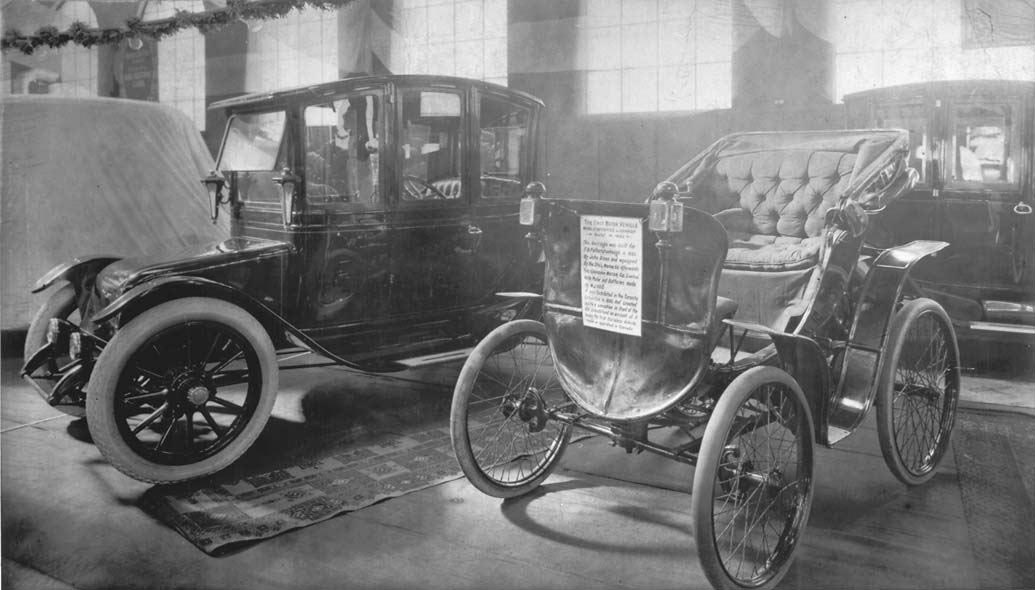
Một xe điện và xe cổ tại một buổi trưng bày năm 1912

Động cơ điện có nguồn gốc từ năm 1827, khi mục sư người Hungary Ányos Jedlik chế tạo động cơ điện thô sơ nhưng khả dụng đầu tiên, cùng với stator, rotor, và commutator; một năm sau, ông dùng nó cho một chiếc ô tô tí hon. Năm 1835, giáo sư Sibrandus Stratingh của Đại học Groningen, Hà Lan, tạo ra một ô tô điện cỡ nhỏ, và giữa năm 1832 và 1839, Robert Anderson người Scotland phát minh xe ngựa chạy điện thô đầu tiên, sử dụng pin sơ cấp không sạc được. Năm 1835, Thợ rèn và nhà sáng chế người Mỹ Thomas Davenport chế tạo một tàu điện đồ chơi, chạy bằng một động cơ điện đơn giản. Năm 1838, Robert Davidson sáng chế một tàu điện có khả năng đạt vận tốc 6 km/h. Ở Anh, năm 1840 một bằng sáng chế được cấp cho việc dùng đường ray tàu để dẫn điện, và ở Mỹ các bằng sáng chế tương tự được cấp cho Lilley và Colten năm 1847. Năm 1881, Gustave Trouvé thử nghiệm chiếc xe điện chở người đầu tiên với nguồn điện riêng trên đường phố Paris.
Xe điện sản xuất hàng loạt xuất hiện đầu tiên ở Mỹ vào đầu những năm 1900. Năm 1902, công ty ô tô Studebaker gia nhập thị trường ô tô với xe điện, mặc dù công ty cũng bắt đầu bán xe chạy xăng từ năm 1904. Tuy nhiên, với sự ra đời của dây chuyền lắp ráp ô tô ít tốn kém bởi Ford, thị phần ô tô điện giảm sút đáng kể.
Do thiếu lưới điện và những hạn chế của pin sạc thời bấy giờ, ô tô điện không nhận được nhiều sự quan tâm; tuy nhiên, tàu điện bắt đầu trở nên phổ biến nhờ vào chi phí thấp và tốc độ cao. Đến thế kỷ 20, vận tải bằng đường ray tàu điện trở nên phổ biến rộng rãi với những tiến bộ trong đầu máy tàu điện. Qua thời gian, động cơ điện dần được áp dụng cho những loại phương tiện chuyên dụng như xe nâng hạ, xe cứu thương, máy kéo và xe vận chuyển đô thị, ví dụ như xe đưa sữa ở Anh; trong hầu hết thế kỷ 20, Vương quốc Anh là nước sử dụng xe điện đường bộ nhiều nhất.
Tàu điện được dùng để vận tải than, bởi nó không tiêu hao lượng ôxy ít ỏi trong mỏ. Sự thiếu thốn tài nguyên năng lượng hóa thạch buộc Thụy Sĩ điện hóa mạng lưới tàu điện của họ. Một trong những pin sạc đầu tiên – pin niken-sắt – được Edison chọn dùng cho ô tô điện.
Xe điện là một trong những loại ô tô đầu tiên, và trước khi động cơ đốt trong hiệu quả xuất hiện, ô tô điện giữ nhiều kỷ lục tốc độ và quãng đường vào đầu những năm 1900. Những công ty bán xe điện bao gồm Baker Electric, Columbia Electric, Detroit Electric, và tại một thời điểm xe điện từng bán chạy hơn xe chạy bằng xăng. Năm 1900, 28 phần trăm ô tô chạy trên đường phố Hoa Kỳ là xe điện. Xe điện phổ biến đến mức Tổng thống Woodrow Wilson và điệp vụ của ông đi vòng quanh Washington, D.C. trong chiếc Milburn Electrics, với phạm vi 60–70 mi (100–110 km) mỗi lần sạc.
Đa số nhà sản xuất ô tô dân dụng chọn xe chạy xăng trong thập niên đầu tiên của thế kỷ 20, tuy nhiên xe tải điện vẫn được sử dụng cho đến những năm 1920. Một số thay đổi đã làm giảm sút sự phổ biến của xe điện. Cơ sở hạ tầng đường xá được cải thiên yêu cầu quãng đường đi lớn hơn so với mức thông thường của xe điện, và việc phát hiện những mỏ dầu lớn tại Texas, Oklahoma, và California hạ giá thành xăng dầu, giúp giá xe động cơ đốt trong rẻ hơn trên quãng đường dài. Xe điện nhiều lúc được quảng cáo là xe cao cấp cho phụ nữ, phần nào có thể đã khiến nam giới không ưa chuộng. Ngoài ra, xe động cơ đốt trong trở nên dễ dàng vận hành hơn với sự ra đời của starter điện bởi Charles Kettering năm 1912, khiến việc dùng thanh quay bằng tay không còn cần thiết eliminated the need of a hand crank for starting a gasoline engine, và tiếng ồn của xe đốt trong được khắc phục với sự sáng chế của bộ giảm thanh động cơ bởi Hiram Percy Maxim năm 1897. Cuối cùng, quy trình sản xuất hàng loạt xe chạy xăng bởi Henry Ford năm 1913 hạ giá thành của xe chạy xăng đáng kể so với xe điện.

### Thử nghiệm

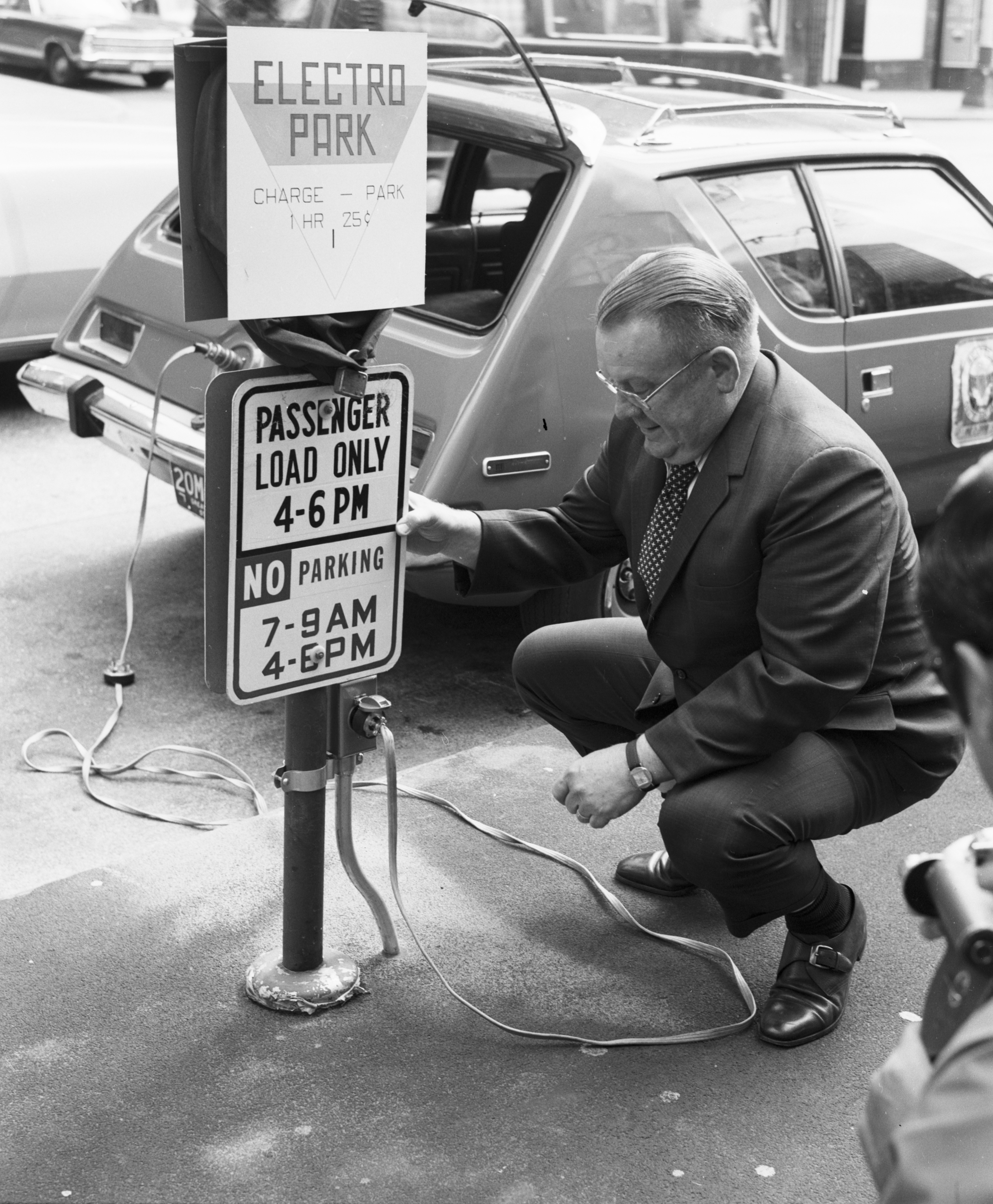
Một trạm sạc năm 1973 ở Seattle sạc cho một chiếc AMC Gremlin được chỉnh sửa để chạy bằng điện; nó có phạm vi khoảng 80 km một lần sạc.

Tháng 1 năm 1990, Giám đốc General Motors (GM) giới thiệu ý tưởng xe điện hai chỗ, chiếc "Impact", tại Triển lãm Ô tô Los Angeles. Tháng 9 cùng năm, Ban Tài nguyên Không khí California ra luật bán xe điện cho những nhà sản xuất ô tô lớn, theo giai đoạn kể từ năm 1998. Từ 1996 đến 1998, GM sản xuất 1117 chiếc EV1, 800 trong số đó được cho thuê trong vòng 3 năm.
Chrysler, Ford, GM, Honda, và Toyota cũng sản xuất một lượng xe điện giới hạn cho thị trường California. Năm 2003, khi hợp đồng cho thuê EV1 của GM hết hạn, GM cho dừng sản xuất dòng xe, một quyết định được cho là khả dĩ nhờ ngành công nghiệp ô tô phản bác luật xe không khí thải của California trên tòa liên bang thành công.

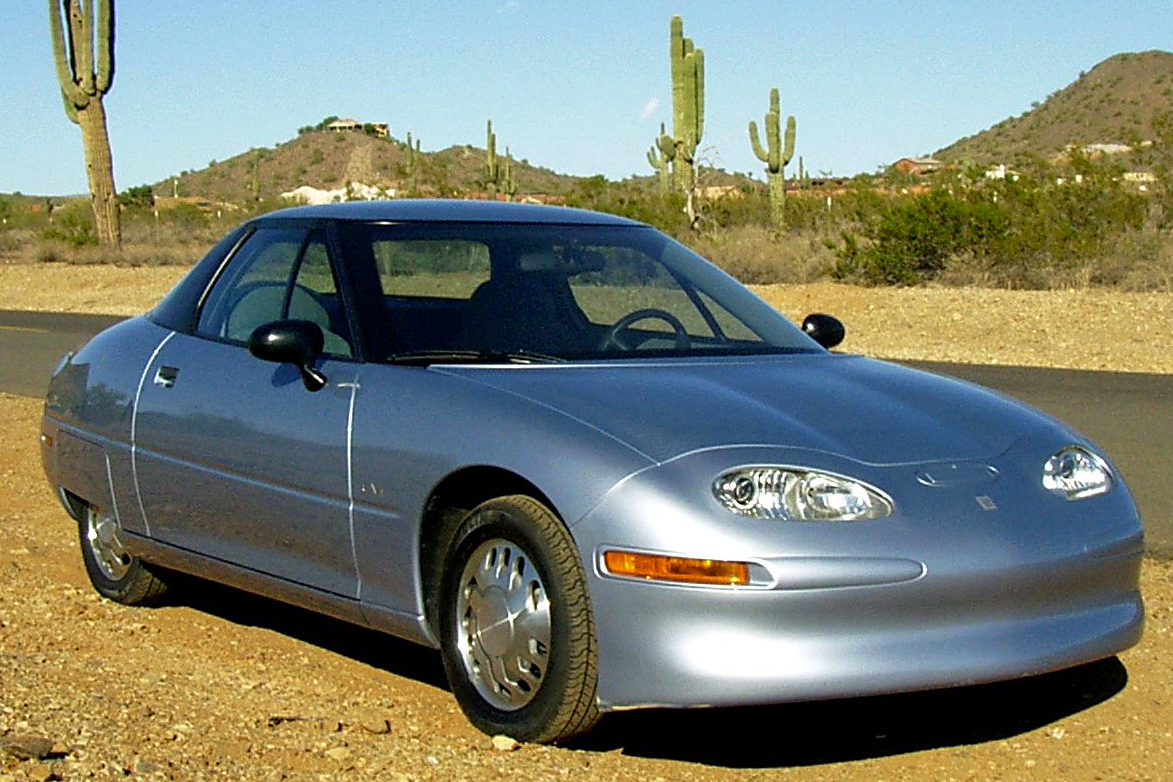
Ô tô điện General Motors EV1 (1996–1998), câu chuyện được kể qua bộ phim Who Killed the Electric Car?

A movie made on the subject in 2005–2006 was titled Who Killed the Electric Car? and released theatrically by Sony Pictures Classics in 2006. The film explores the roles of automobile manufacturers, oil industry, the U.S. government, batteries, hydrogen vehicles, and the general public, and each of their roles in limiting the deployment and adoption of this technology.
Năm 1992, Ford ra mắt dòng xe van chạy điện Ford Ecostar nhưng dừng sản xuất chỉ trong một năm. Honda, Nissan và Toyota cũng thu hồi và phá hủy hầu hết xe điện của mình, vốn chỉ có thể được thuê định hạn. Trước biểu tình của công chúng, Toyota bán 200 chiếc RAV4 EV. BMW tại Canada bán một lượng nhỏ Mini EV khi giai đoạn thử nghiệm kết thúc.

### Tái hiện

Nguồn cung xe điện toàn cầu đã tăng liên tục trong suốt thập niên 2010.

Vào cuối thế kỷ 20 và đầu thế kỷ 21, tác động môi trường của hệ thống giao thống bằng dầu khí, cùng với quan ngại về đỉnh dầu, khiến cơ sở hạ tầng giao thông điện trở nên thu hút trở lại. Xe điện khác với xe chạy nhiên liệu hóa thạch ở chỗ điện tiêu dùng có thể được tạo bằng nhiều nguồn khác nhau, bao gồm nhiên liệu hóa thạch, năng lượng hạt nhân, và năng lượng tái tạo như điện mặt trời và điện gió. Vết carbon và những khí thải khác của xe điện phụ thuộc vào loại nhiên liệu và công nghệ dùng để sản xuất điện. Điện tạo ra có thể được trữ trong phương tiện bằng pin, bánh đà, hay chất siêu dẫn.

## Pin Li-ion

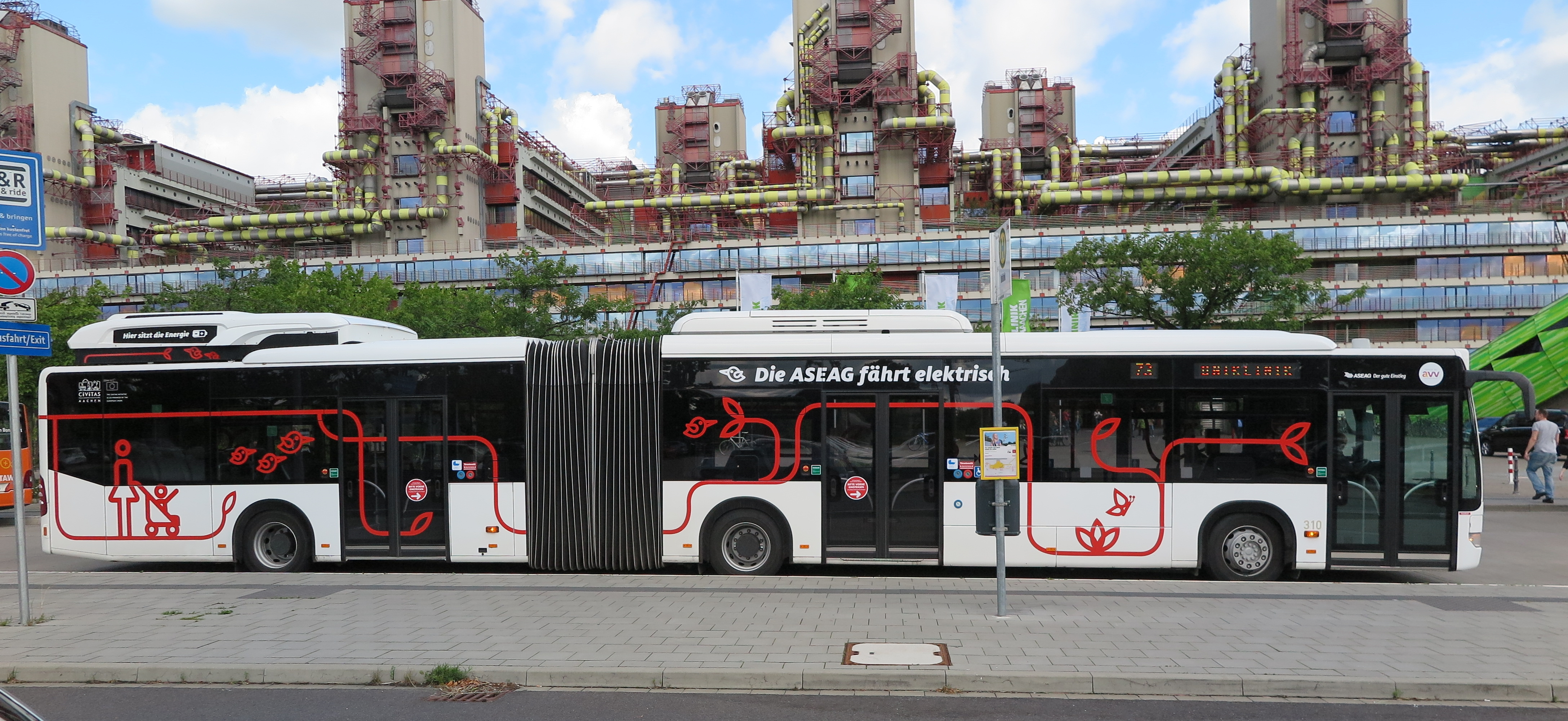
Xe buýt pin điện chạy bằng pin li-ion

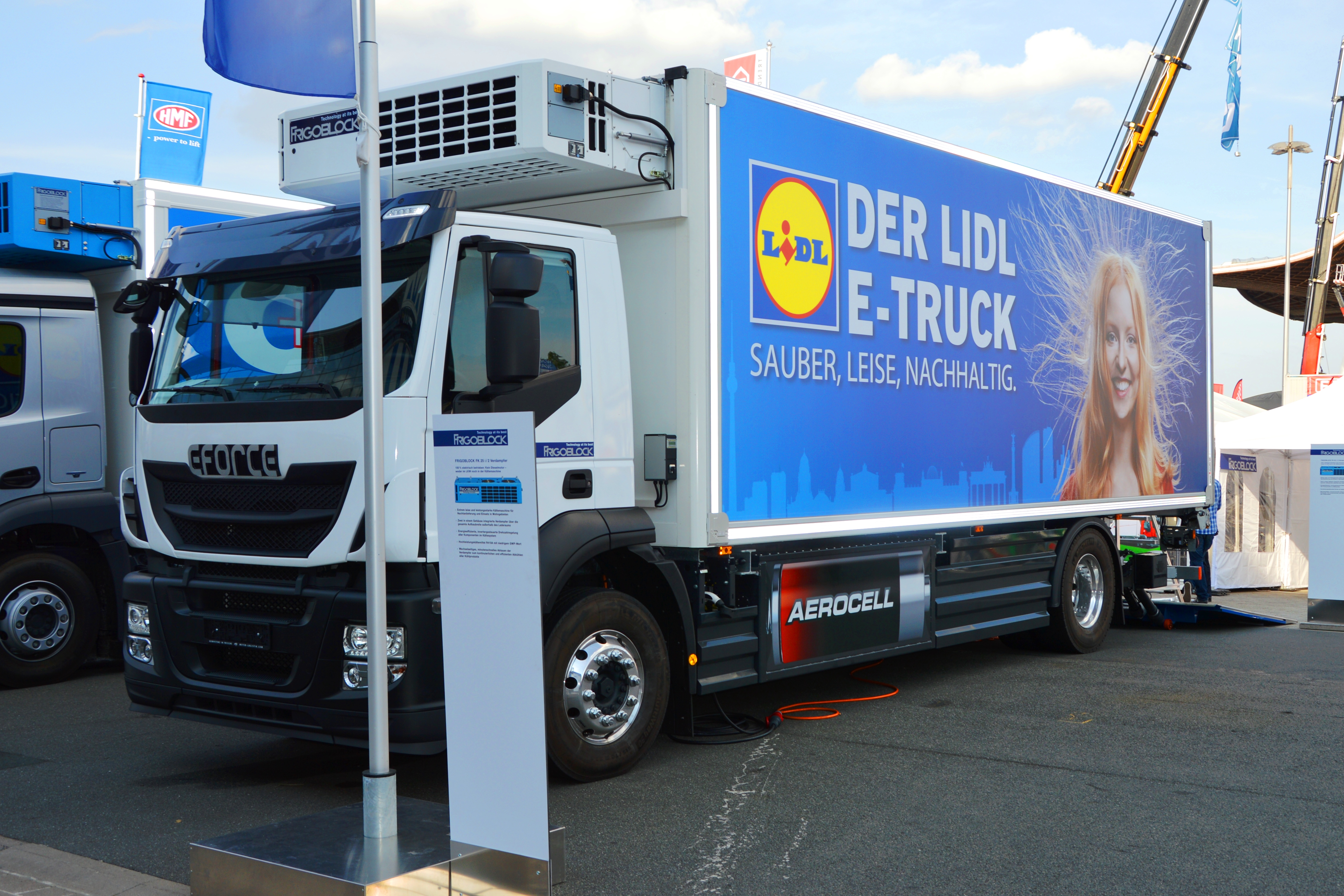
Xe tải điện e-Force One

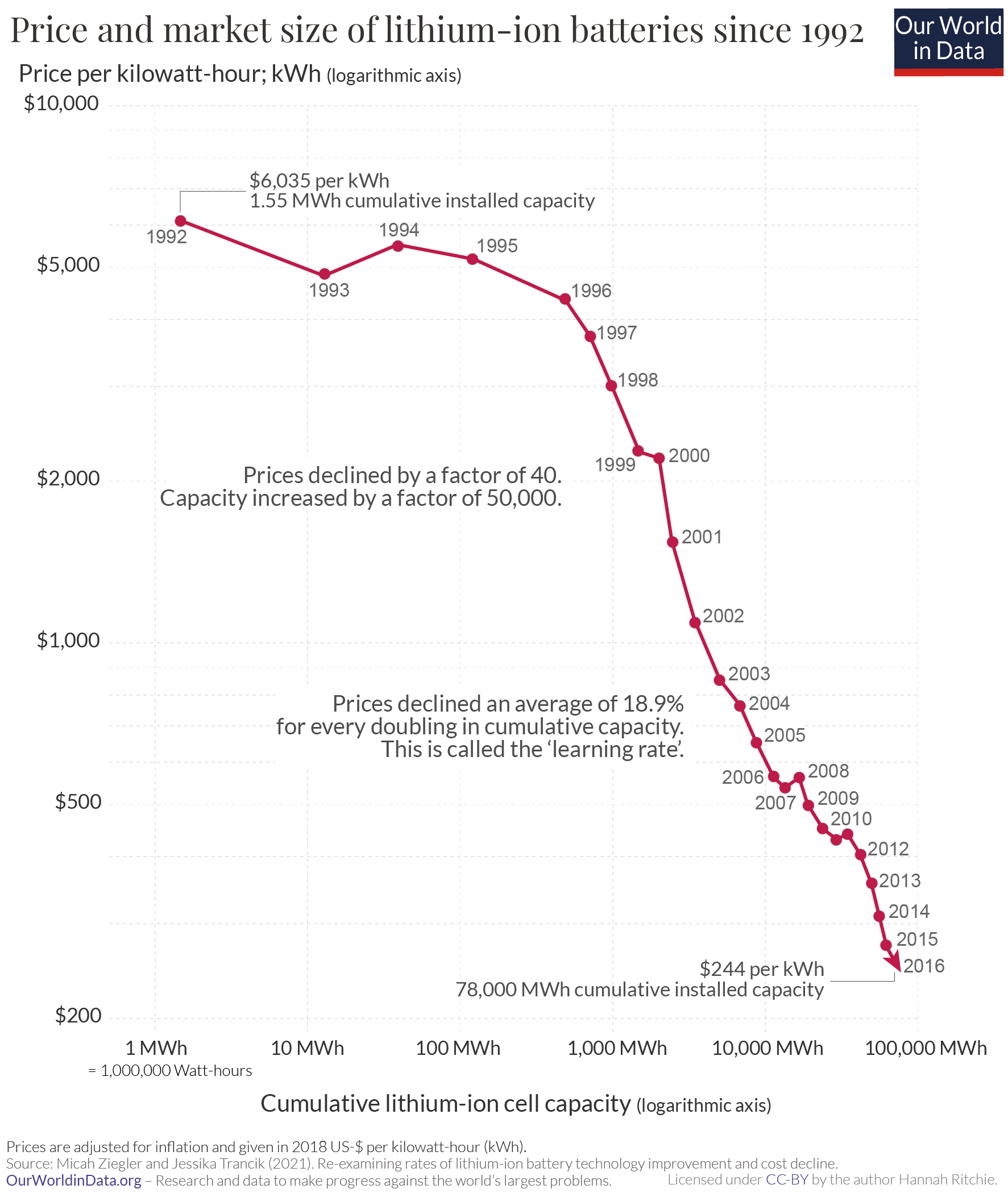
Giá thành của pin Li-ion giảm 97% trong vòng ba thập kỷ